# Philip Åqvist
Olof Philip Åqvist, född 29 juli 1836 i Göteborg, död 24 februari 1928, var en svensk väg- och vattenbyggnadsingenjör.
Åqvist blev student vid Uppsala universitet 1855, var elev vid Chalmerska slöjdskolan 1855–1856, avlade civilingenjörsexamen vid Högre artilleriläroverket å Marieberg 1860. Han blev löjtnant i Väg- och vattenbyggnadskåren 1862, kapten 1873, major 1892 och erhöll avsked från kåren samma år. Han blev biträdande ingenjör vid Göteborgs hamn- och älvarbeten 1860, arbetschef från 1862, verkställande direktör för Qvillebäckens Bro AB från 1864, lärare i väg- och vattenbyggnadskonst vid Chalmerska slöjdskolan 1868–1896, byggnadschef för Göteborgs stads kaj-, bro-, hamn-, gatu- och vattenverksarbeten 1885–1906. Han var ordförande i styrelsen för Västergötland–Göteborgs Järnvägs AB från 1897. Han invaldes som ledamot av Kungliga Vetenskaps- och Vitterhets-Samhället i Göteborg 1893. Åqvist är begravd på Östra kyrkogården i Göteborg.